# さらばラバウル
『さらばラバウル』は、1954年（昭和29年）2月10日に公開された日本の戦争映画。製作、配給は東宝。モノクロ、スタンダード。監督は本多猪四郎。脚本は橋本忍・木村武・西島大。特殊技術は円谷英二。

## 解説
太平洋戦争でのラバウル戦線を題材とした映画。本多猪四郎と円谷英二が、前年の『太平洋の鷲』に続いてコンビを組んだ作品である。
題名は、戦時中の流行歌「ラバウル小唄」の歌詞から取られている。
本多によれば、戦時中の男女の恋愛を中心としており、戦争に巻き込まれた民衆の生き様を描き、戦争の罪悪を問うことをテーマとしているほか、当時はまだ駐留軍が居て大っぴらには語り合えないものの、戦時中を懐古する風潮があったと述べている。

## あらすじ
昭和19年、ラバウルにいる海軍基地航空隊の零戦乗りの若林大尉は撃墜の多さと同時に、部下に厳しいことで鬼隊長の異名をとっていた。出撃のたびに損耗が多く、特に「イエロースネーク」と呼ばれる敵機に、味方機は次々と落とされていった。

## キャスト
- 若林大尉：池部良
- 小松すみ子：岡田茉莉子
- 片瀬大尉：三國連太郎
- 野口中尉：平田昭彦
- キム：根岸明美
- 道代：中北千枝子
- 春子：木匠マユリ
- トーマス・ハイン米軍大尉：ボッブ・ブース
- 伊藤亮：村上冬樹
- 清川二整曹：谷晃
- 島田二飛曹：久保明
- 航空隊員：中台正
- 吉田少尉：小山田宗徳
- 須藤中佐：恩田清二郎
- 菅井隊長：西條悦郎
- 航空隊員：井川敏明
- 神山少尉：水野匡雄
- 矢田二飛曹：鈴木豊明
- 指揮所の参謀：帯一郎
- 軍医：鴨田清
- 岡部正
- 河野兵曹：広瀬正一
- ラバウル兵：門脇三郎
- 島崎喜美夫
- 葉山中尉：岡豊
- 指揮所の参謀：片桐常雄
- 三上淳
- 南国酒場の女給：花房一美、江幡秀子
- 五十嵐和子
- 寺沢弘子
- 南国酒場の女給：上野洋子

※以下ノンクレジット出演者
- ラバウル兵：天見竜太郎、越後憲三、坂本晴哉、佐田豊、橘正晃、千葉一郎、津田光男、堤康久、中島春雄[9]、松本光男、吉田新、渡辺白洋児
- 若林隊の航空隊員：緒方燐作、渋谷英男
- 補充要員の特攻隊員：石原忠、伊藤実、藤木悠
- 整備兵：篠原正記
- 指揮所の兵：今泉廉
- 看護婦：小沢経子、黒岩小枝子
- 南国酒場の女給：司美智子
- 現地人の男：宇留木耕嗣
- 輸送船の船員：夏木順平

## スタッフ

### 本編
- 製作：田中友幸
- 脚本：木村武、西島大、橋本忍
- 音楽：塚原晢夫
- 撮影：山田一夫
- 美術監督：北猛夫
- 美術：阿久根巌
- 録音：宮崎正信
- 照明：猪原一郎
- 編集：岩下広一
- 助監督：古澤憲吾
- 製作担当者：黒田達雄
- 音響効果：三縄一郎
- 振付：平野宏果
- 現像：光映新社
- 監督：本多猪四郎

### 特殊技術
- 特殊技術：円谷英二
- 撮影：有川貞昌
- 合成：向山宏
- 美術：渡辺明
- 操演：中代文雄

## 特撮
円谷英二による特撮は『太平洋の鷲』よりも技術が進み、操演や合成が多用された。監督の本多猪四郎は、飛行場爆撃シーンでの人物合成や零戦不時着シーンでの本編映像と息の合ったミニチュア特撮などを高く評価している。プロデューサーの田中友幸は本作品の出来によって特撮映画に手応えを感じ、同年のうちに本多や円谷とともに『ゴジラ』を手掛けるなど、特撮映画の制作を重視するようになっていった。造形助手の開米栄三は、寒天で作られた海のセットが好評であったと証言している。
一方で、特殊技術撮影の有川貞昌によれば、円谷は苦労して撮影したカットが入っていなかったことを本多に意見していたといい、本作品の時点では映画業界全体で特撮の重要性が認識されておらず、円谷は悔しがっていたという。開米は、本作品の特撮セットはスタジオの隅に作られた6畳程度であり、大きいスタジオが使えるようになったのは『ゴジラ』以降であったと証言している。
ラバウルの街並みは、オープンセットが組まれた。オープンセットでの夜間爆撃シーンの撮影では、火薬の爆発音があまりにも大きかったため、撮影所の近隣住民から苦情が殺到したという。
江ノ島ロケでは零戦の実物大造形物が用いられたが、撮影初日にこれを実物と誤認した在日米軍のヘリコプターが偵察に訪れるという一幕もあった。本多は、米軍も錯覚する美術の出来栄えを高く評価していた。田中によれば、この造形物はジュラルミン製で、当時の金額で100万円かかったという。実物大造形物は、空戦シーンのスクリーン・プロセスによる撮影でも用いられた。制作を担当した舞台責任者の跡見昭は、太平洋戦争中に配属されたニューギニアの飛行場で米軍機を着陸予定の零戦と誤認して爆撃された経験があり、後に自身が零戦を作ることになるとは思いもよらなかったと述懐している。
空中戦のシーンは特撮だけでなく、アメリカ空軍所蔵のフィルムが併用されている。

## 映像ソフト
- VHS - キネマ倶楽部から発売された[18]。品番9532[18]
- DVD - 東宝から2005年7月22日に初期版が、2016年7月13日に東宝DVD名作セレクション版がそれぞれ発売されている[19][20]。

## 関連作品
2001年公開の『ゴジラ・モスラ・キングギドラ 大怪獣総攻撃』（監督：金子修介）では、作中世界における1954年のゴジラ出現シーンに本作品のポスターが登場している。このポスターは、東宝の宣伝部が保管していた本作品のマイクロフィルムから起こしたものである。